# Christian Kalvenes
Christian Kalvenes (1977. március 8., Bergen, Norvégia) norvég labdarúgó, aki jelenleg a Burnleyben játszik hátvédként.

## Pályafutása

### Norvégia
Kalvenes 1995-ben, a Brannban kezdte meg profi pályafutását, de ott mindössze egyszer kapott lehetőséget. A norvég élvonalba a Sogndal színeiben sikerült berobbannia, 67 mérkőzésen játszhatott és négy gólt szerzett. 2003-ban visszatért a Brannhoz, de három év alatt mindössze 11 bajnokin léphetett pályára.

### Dundee United
2006. augusztus 2-án 50 ezer fontért a skót Dundee Unitedhez szerződött. Tétmeccsen először a Rangers ellen lépett pályára és gólt is szerzett, amivel 2-2-es döntetlent harcolt ki csapatának. 2007 augusztusában, egy Kilmarnock elleni meccsen igazságtalanul állították ki, végül eltörölték a piros lapját. A 2007/08-as szezonban olyan jól teljesített, hogy megválasztották a Scottish Premier League legjobb balhátvédjének.
2008 januárjában felmerült, hogy Kalvenes szeretné elhagyni a Unitedet, hogy visszatérjen Norvégiába, de akkor még a maradás mellett döntött. Áprilisban aztán megsérült, ami után bejelentette, hogy már nem lép pályára többet a klub színeiben.

### Burnley
2008. június 26-án Kalvenes ingyen a Burnleyhez igazolt, ami sokak számára meglepetés volt, hiszen korábban azt mondta, szeretne visszatérni Norvégiába. 2009. március 3-án, a Blackpool ellen megszerezte első gólját a csapatban. Nagy szerepe volt abban, hogy a Burnley a 2008/09-es szezon végén feljutott a Premier League-be.

## Sikerei, díjai

### Dundee United
- Ezüstérmes a skót kupában: 2008

## Külső hivatkozások
- Christian Kalvenes pályafutásának statisztikái a Soccerbase oldalon (angolul)

- Christian Kalvenes adatlapja a Burnley honlapján

## Fordítás
- Ez a szócikk részben vagy egészben  a   Christian Kalvenes című angol Wikipédia-szócikk fordításán alapul.  Az eredeti cikk szerkesztőit annak laptörténete sorolja fel. Ez a jelzés csupán a megfogalmazás eredetét és a szerzői jogokat jelzi, nem szolgál a cikkben szereplő információk forrásmegjelöléseként.